# Quatrième district congressionnel du Kansas
Le 4e district congressionnel du Kansas est un district de l'État américain du Kansas. Basé dans la partie centre-sud de l'État, le district englobe la ville de Wichita, la plus grande ville du Kansas, trois universités, Arkansas City et le seul aéroport national de l'État du Kansas.
Le 4e district est historiquement un district fortement républicain,,,presque exclusivement représenté, au cours du dernier demi-siècle, par des Républicains, à la seule exception du Démocrate modéré Dan Glickman, qui a perdu sa candidature. pour la réélection à un 10e mandat en 1994,.
À la mi-avril 2017 (à la suite d'une élection spéciale pour occuper le siège de district laissé vacant par la démission de Mike Pompeo pour devenir directeur de la CIA), aucun autre Démocrate n'a remporté l'élection au siège du Congrès perdu par Glickman qui est depuis allé à républicains conservateurs et anti-avortement, régulièrement, par une marge d'environ deux contre un lors des courses suivantes, à l'exception de l'élection spéciale du 11 avril 2017, au cours de laquelle le Démocrate James Thompson a réussi à réduire l'écart avec le vainqueur républicain Ron Estes à seulement 6,2 %,.

## Histoire
Depuis les années 1980 (et culminant avec les manifestations de l'été de la miséricorde de 1991), la principale ville du district, Wichita (où résident la plupart des électeurs du 4e district), est souvent désignée dans les médias nationaux comme le centre, ou "ground zero", de la nation. mouvement anti-avortement,,,,,- un facteur principal que Glickman a attribué à sa défaite,,,, - et qui est resté une influence majeure dans la politique du 4e district, les trois successeurs de Glickman (Todd Tiahrt, Mike Pompeo et Ron Estes) revendiquant de fortes opinions anti-avortement,. Lors de l'élection spéciale de 2017 pour occuper le siège vacant de Pompeo, un facteur critique dans la victoire inhabituellement étroite d'Estes sur le Démocrate (James Thompson) était une série d'annonces de dernière minute liant Thompson à sa position pro-avortement.

### Redécoupage
En 2012, une querelle entre les Républicains conservateurs et modérés à l'Assemblée législative du Kansas a entravé les progrès sur le redécoupage décennal obligatoire (changements de limites pour refléter les nouvelles données démographiques du recensement décennal). À l'approche des élections, les tribunaux fédéraux sont intervenus et ont tracé les limites du district, déplaçant le 4e district vers l'ouest, vers un territoire plus conservateur,,.

### Élections de 2016
Lors des élections générales de 2016, le Républicain sortant Mike Pompeo a été réélu à une écrasante majorité, avec une avance de 31 % (85 000 voix) sur son rival démocrate,. Cependant, le président-élu Donald Trump l'a ensuite nommé directeur de la Central Intelligence Agency, et après la confirmation par le Congrès de Pompeo en tant que directeur de la CIA en janvier 2017, Pompeo a démissionné de son siège au Congrès, le laissant vacant, forçant le Gouverneur du Kansas, Sam Brownback, à convoquer une élection spéciale. , prévu pour le 11 avril 2017, pour occuper le siège vacant de Pompeo au Congrès,,,,,. (comme cela s'est produit avec les précédents challengers démocrates de Pompeo).

### Élection spéciale de 2017
Le Gouverneur du Kansas, Sam Brownback, agissant sous son autorité, a annoncé qu'une élection spéciale aurait lieu le 11 avril 2017 pour pourvoir le poste laissé vacant par la démission du Représentant Pompeo. Les partis Républicain, Démocrate et Libertarien sélectionneraient leurs candidats par le biais de caucus de district, dirigés par les organisations de parti respectives, votant par l'intermédiaire de délégués sélectionnés par les règles de leur parti respectif. Ce serait la première élection au Congrès depuis les élections nationales de 2016, et a ainsi attiré l'attention nationale,,,.
Les républicains ont nommé le Trésorier de l'État du Kansas, Ron Estes. Les démocrates ont nommé l'avocat des droits civiques James Thompson, un novice en politique. Les libertariens ont nommé l'instructeur d'aviation Chris Rockhold, également novice en politique,,,,.
Les hypothèses initiales étaient que le résultat de cette élection était couru d'avance : le Républicain gagnerait à nouveau massivement. Cependant, le candidat Démocrate Thompson, aidé de nombreux partisans énergiques (en particulier d'anciens militants locaux de Bernie Sanders, qui avait remporté le caucus présidentiel Démocrate du Kansas en 2016 de 75%), a commencé à montrer des signes du premier défi sérieux du 4e district aux républicains depuis la perte de Glickman. un quart de siècle plus tôt,,,,,,.
La campagne Thompson a permis de recueillir environ 254 000 dollars avant la date limite finale de rapport sur le financement de la campagne, et plus de 97 % provenaient de donateurs individuels, avec une infusion de dernière minute de seulement 10 000 dollars du Parti Démocrate du Kansas, reflétant un manque de soutien de la part de son État parti et des organisations nationales. En comparaison, Estes a collecté environ 318 000 $, plus 94 000 $ supplémentaires auprès du National Republican Congressional Committee (NRCC) après la date limite de dépôt, en grande partie auprès de groupes extérieurs et de gros donateurs (plus de 1 000 $),.
La campagne de Thompson a mis l'accent sur les références progressistes de la classe ouvrière de Thompson, racontant l'histoire de la pauvreté de son enfance et de l'utilisation de l'éducation comme une échelle vers les opportunités. Un autre objectif clé était son statut de vétéran de l'armée américaine et la défense des droits du deuxième amendement, avec des images de lui tirant avec son fusil d'assaut. La campagne a fortement mis l'accent sur sa volonté de défendre la Constitution, en inférant une référence au président Trump. La campagne de Thompson a tenté d'attirer l'attention du public sur les liens étroits d'Estes avec le gouverneur exceptionnellement impopulaire Sam Brownback. En réponse, Estes et le Parti Républicain ont simplement qualifié Thompson de "trop libéral pour le Kansas". La campagne discrète d'Estes comprenait le refus d'assister à plusieurs débats avec Thompson et le candidat Libertarien Rockhold,. Cependant, des publicités républicaines de dernière minute - avec des photos retouchées - dépeignaient Thompson avec la chef de la minorité à la Chambre, Nancy Pelosi, et se concentraient sur les croyances de Thompson en matière de droit à l'avortement (plutôt faussement, ont soutenu Thompson et d'autres, mais essentiellement exactes, d'autres l'ont dit), avec une apparente répercussions.
Au cours des deux dernières semaines de l'élection, les Républicains ont répondu par une vague de publicités, en particulier des publicités axées sur l'avortement, en grande partie provenant d'organisations nationales du Parti Républicain. Des appels automatisés du président Trump et du Vice-Président Mike Pence ont inondé le 4e district, et le Sénateur Ted Cruz - qui avait remporté le caucus présidentiel républicain du Kansas en 2016 - a effectué une visite de dernière minute dans le district pour s'opposer à Estes,,,,,.
Le jour des élections - bien que les résultats des votes par anticipation aient indiqué une avance substantielle pour Thompson, et Thompson a obtenu de justesse la majorité du vote total du Comté de Sedgwick - un décompte final des votes en personne, combiné aux bulletins de vote par anticipation, a finalement été trié pour donner à Estes (à 53% des voix) la victoire sur le Démocrate Thompson (avec 45% - environ 8 500 voix de moins) et le Libertarien Rockhold (à 2%, environ 1 900 voix au total),,. C'était le plus proche que les démocrates étaient parvenus à reprendre le siège depuis la défaite de Glickman en 1994, et bien que le Républicain ait clairement gagné, les analystes ont décrit la course inhabituellement serrée comme un signe de trouble pour les républicains dans le 4e district, au Kansas et à l'échelle nationale,,,,,. Thompson a immédiatement annoncé son intention de briguer le siège, encore une fois, en 2018,,,.

### Élection régulière de 2018
Lors des élections de 2018, le Républicain sortant du district pour le Congrès était le Représentant Ron Estes. Il a été défié aux primaires par un candidat portant un nom similaire, Ron M. Estes. Cela a conduit à une énigme sur la manière dont les candidats doivent être distingués sur le bulletin de vote, le Secrétaire d'État du Kansas, Kris Kobach, affirmant que Ron G. Estes peut inclure le préfixe «Rep». sur le bulletin de vote selon la loi du Kansas, bien que Ron M. Estes ait affirmé que c'était injuste. Ron G. Estes, le titulaire, a remporté la primaire avec plus de 80 % des voix. Lors de la primaire démocrate du Congrès, Laura Lombard a perdu contre James Thompson, qui a été battu par Ron G. Estes lors des élections spéciales de 2017. Aux élections générales, Ron Estes a été réélu, battant James Thompson par une large marge.

### Démographie de 2000
La plupart des quelque 670 000 citoyens du quatrième district résident dans la plus grande ville de l'État, Wichita (population approximative de 390 000), ou dans le Comté de Sedgwick environnant (population approximative de 511 000). Presque tous vivent dans la MSA de Wichita (population approximative de 650 000). Les autres vivent dans de petites villes et des zones rurales des comtés adjacents et des comtés plus à l'ouest et à l'est.
À la suite du redécoupage après le recensement américain de 2000, il y avait 672 101 personnes, 261 106 ménages et 177 358 familles résidant dans le district. La densité de population était de 70,5/mi2 sur une superficie de 9 531 milles carrés (24 690 km2). Il y avait 285 830 unités de logement à une densité moyenne de 30,0/mi2. La composition raciale du district est de 83,56 % de blancs, 6,86 % de noirs ou d'afro-américains, 2,44 % d'asiatiques, 1,23 % d'amérindiens, 0,05 % d'insulaires du Pacifique, 3,28 % d'autres races et 2,59 % de deux races ou plus. Les hispaniques ou latinos de toute race représentaient 6,57% de la population.
Il y avait 261 106 ménages, dont 36,53% avaient des enfants de moins de 18 ans vivant avec eux, 53,87% étaient des couples mariés vivant ensemble, 10,14% avaient une femme au foyer sans mari et 32,07% n'étaient pas des familles. 27,62% de tous les ménages étaient composés d'individus et 9,99% avaient une personne vivant seule âgée de 65 ans ou plus. La taille moyenne des ménages était de 2,52 et la taille moyenne des familles était de 3,10.
Dans le district, la répartition de la population par âge est de 27,69% de moins de 18 ans, 9,13% de 18 à 24 ans, 28,98% de 25 à 44 ans, 21,19% de 45 à 64 ans et 13,00% de 65 ans ou plus. L'âge médian était de 35,0 ans. Pour 100 femmes, il y avait 97,32 hommes. Pour 100 femmes âgées de 18 ans et plus, il y avait 94,67 hommes.
Le revenu médian d'un ménage du district est de 40 917 $ et le revenu médian d'une famille de 49 650 $. Les hommes avaient un revenu médian de 36 701 $ contre 25 237 $ pour les femmes. Le revenu par habitant du district était de 20 041 $. Environ 7,0 % des familles et 9,6 % de la population vivaient sous le seuil de pauvreté, dont 12,1 % des moins de 18 ans et 7,6 % des 65 ans ou plus.
Parmi la population âgée de 16 ans et plus, 66,4 % faisaient partie de la population active civile et 0,6 % faisaient partie des forces armées. Parmi les travailleurs civils employés, 12,5% étaient des fonctionnaires et 6,7% étaient des travailleurs indépendants. Les postes de gestion, professionnels et apparentés employaient 31,5 % de la main-d'œuvre et les postes de vente et de bureau 25,5 % supplémentaires. Seulement 0,5 % travaillent dans l'agriculture, la pêche et la foresterie. L'emploi le plus important par industrie était : la fabrication, 24,1 %; services éducatifs, de santé et sociaux, 20,8 %; et commerce de détail, 11,0 %. Les industries de l'agriculture, de la foresterie, de la pêche et de la chasse et des mines n'employaient que 2,0 %.

## Géographie
Le 4e district comprend l'intégralité des comtés suivants à l'exception de Pawnee, qu'il partage avec le 1er arrondissement. Les villes du comté de Pawnee dans le 4e district comprennent Garfield et des parties de Larned.
| #   | Comté      | Siège          | Population |
| --- | ---------- | -------------- | ---------- |
| 7   | Barber     | Medicine Lodge | 4071       |
| 15  | Butler     | El Dorado      | 68 632     |
| 19  | Chautauqua | Sedan          | 3347       |
| 33  | Comanche   | Coldwater      | 1655       |
| 35  | Cowley     | Winfield       | 34 157     |
| 47  | Edwards    | Kinsley        | 2733       |
| 49  | Elk        | Howard         | 2467       |
| 73  | Greenwood  | Eureka         | 5870       |
| 77  | Harper     | Anthony        | 5435       |
| 79  | Harvey     | Newton         | 33 504     |
| 95  | Kingman    | Kingman        | 7066       |
| 97  | Kiowa      | Greensburg     | 2374       |
| 145 | Pawnee     | Larned         | 6126       |
| 151 | Pratt      | Pratt          | 9082       |
| 173 | Sedgwick   | Wichita        | 528 469    |
| 185 | Stafford   | St. John       | 3909       |
| 191 | Sumner     | Wellington     | 22 334     |

## Historique de vote
| Année | Poste     | Résultats              |
| ----- | --------- | ---------------------- |
| 2000  | Président | Bush 59,0 % – 37,0 %   |
| 2004  | Président | Bush 64,0 % – 34,0 %   |
| 2008  | Président | McCain 58,0 % – 40,0 % |
| 2012  | Président | Romney 62,0 % – 36,0 % |
| 2016  | Président | Trump 60,0 % – 33,0 %  |
| 2020  | Président | Trump 60,0 % – 38,0 %  |

## Liste des représentants du district
| Membre                           | Parti       | Années                           | Congrès     | Histoire électorale | Zone géographique |
| -------------------------------- | ----------- | -------------------------------- | ----------- | --- | ----------------- |
| District district le 4 mars 1885 |             |                                  |             | |                   |
| Thomas Ryan (en)                 | Républicain | 4 mars 1885 - 4 avril 1889       | 49e - 51e   | Redécoupage depuis le 3e district et réélu en 1884. Réélu en 1886. Réélu en 1888. Démissionne pour devenir Ambassadeur des États-Unis au Mexique.                                          |                   |
| Vacant                           | Vacant      | 4 avril 1889 - 2 décembre 1889   | 51e         | |                   |
| Harrison Kelley (en)             | Républicain | 2 décembre 1889 - 3 mars 1891    | 51e         | Élu pour terminer le mandat de Ryan. Retrait. |                   |
| John G. Otis (en)                | Populiste   | 4 mars 1891 - 3 mars 1893        | 52e         | Élu en 1890. Perds sa renomination. |                   |
| Charles Curtis                   | Républicain | 4 mars 1893 - 3 mars 1899        | 53e - 55e   | Élu en 1892. Réélu en 1894. Réélu en 1896. Redécoupage vers le 1er district. |                   |
| James M. Miller (en)             | Républicain | 4 mars 1899 - 3 mars 1911        | 56e - 61e   | Élu en 1898. Réélu en 1900. Réélu en 1902. Réélu en 1904. Réélu en 1906. Réélu en 1908. Perds sa renomination.                                                                             |                   |
| Fred S. Jackson (en)             | Républicain | 4 mars 1911 - 3 mars 1913        | 62e         | Élu en 1910. Perds sa réélection. |                   |
| Dudley Doolittle (en)            | Démocrate   | 4 mars 1913 - 3 mars 1919        | 63e - 65e   | Élu en 1912. Réélu en 1914. Réélu en 1916. Perds sa réélection. |                   |
| Homer Hoc (en)                   | Républicain | 4 mars 1919 - 3 mars 1933        | 66e - 72e   | Élu en 1918. Réélu en 1920. Réélu en 1922. Réélu en 1924. Réélu en 1926. Réélu en 1928. Réélu en 1930. Perds sa réélection.                                                                |                   |
| Randolph Carpenter (en)          | Démocrate   | 4 mars 1933 - 3 mars 1937        | 73e , 74e   | Élu en 1932. Réélu en 1934. Réélu en 1936. Retrait. |                   |
| Edward H. Rees (en)              | Républicain | 3 janvier 1937 - 3 janvier 1961  | 75e - 86e   | Élu en 1936. Réélu en 1938. Réélu en 1940. Réélu en 1942. Réélu en 1944. Réélu en 1946. Réélu en 1948. Réélu en 1950. Réélu en 1952. Réélu en 1954. Réélu en 1956. Réélu en 1958. Retrait. |                   |
| Garner E. Shriver (en)           | Républicain | 3 janvier 1961 - 3 janvier 1977  | 87e - 94e   | Élu en 1960. Réélu en 1962. Réélu en 1964. Réélu en 1966. Réélu en 1968. Réélu en 1970. Réélu en 1972. Réélu en 1974. Perds sa réélection.                                                 |                   |
| Dan Glickman                     | Démocrate   | 3 janvier 1977 - 3 janvier 1995  | 95e - 103e  | Élu en 1976. Réélu en 1978. Réélu en 1980. Réélu en 1982. Réélu en 1984. Réélu en 1986. Réélu en 1988. Réélu en 1990. Réélu en 1992. Perds sa réélection.                                  |                   |
| Todd Tiahrt                      | Républicain | 3 janvier 1995 - 3 janvier 2011  | 104e - 111e | Élu en 1994. Réélu en 1996. Réélu en 1998. Réélu en 2000. Réélu en 2002. Réélu en 2004. Réélu en 2006. Réélu en 2008. Retrait pour se présenter comme Sénateur des États-Unis.             |                   |
| Todd Tiahrt                      | Républicain | 3 janvier 1995 - 3 janvier 2011  | 104e - 111e | Élu en 1994. Réélu en 1996. Réélu en 1998. Réélu en 2000. Réélu en 2002. Réélu en 2004. Réélu en 2006. Réélu en 2008. Retrait pour se présenter comme Sénateur des États-Unis.             | 2003–2013         |
| Mike Pompeo                      | Républicain | 3 janvier 2011 - 23 janvier 2017 | 112e - 115e | Élu en 2010. Réélu en 2012. Réélu en 2014. Réélu en 2016. Démissionne pour devenir Directeur de la C.I.A.                                                                                  |                   |
| Mike Pompeo                      | Républicain | 3 janvier 2011 - 23 janvier 2017 | 112e - 115e | Élu en 2010. Réélu en 2012. Réélu en 2014. Réélu en 2016. Démissionne pour devenir Directeur de la C.I.A.                                                                                  | 2013–2023         |
| Vacant                           | Vacant      | 23 janvier 2017 - 11 avril 2017  | 115e        | |                   |
| Ron Estes                        | Républicain | Depuis le 11 avril 2017          | 115e - 119e | Élu pour terminer le mandat de Pompeo. Réélu en 2018. Réélu en 2020. Réélu en 2022. Réélu en 2024.                                                                                         |                   |
| Ron Estes                        | Républicain | Depuis le 11 avril 2017          | 115e - 119e | Élu pour terminer le mandat de Pompeo. Réélu en 2018. Réélu en 2020. Réélu en 2022. Réélu en 2024.                                                                                         | Depuis 2023       |

## Résultats des récentes élections
Voici les résultats des dix précédents cycles électoraux dans le district.

### 2004
| Élection de 2004 du 4e district congressionnel du Kansas | Élection de 2004 du 4e district congressionnel du Kansas | Élection de 2004 du 4e district congressionnel du Kansas | Élection de 2004 du 4e district congressionnel du Kansas | Élection de 2004 du 4e district congressionnel du Kansas |
| -------------------------------------------------------- | -------------------------------------------------------- | -------------------------------------------------------- | -------------------------------------------------------- | -------------------------------------------------------- |
| Parti                                                    | Parti                                                    | Candidat                                                 | Votes                                                    | %                                                        |
|                                                          | Républicain                                              | Todd Tiahrt (sortant)                                    | 173 151                                                  | 66,11                                                    |
|                                                          | Démocrate                                                | Michael Kinard                                           | 81 388                                                   | 31,07                                                    |
|                                                          | Libertarien                                              | David Loomis                                             | 7376                                                     | 2,82                                                     |
| Total des votes                                          | Total des votes                                          | Total des votes                                          | 261 915                                                  | 100%                                                     |
|                                                          | Les Républicains conservent                              |                                                          |                                                          |                                                          |

### 2006
| Élection de 2006 du 4e district congressionnel du Kansas | Élection de 2006 du 4e district congressionnel du Kansas | Élection de 2006 du 4e district congressionnel du Kansas | Élection de 2006 du 4e district congressionnel du Kansas | Élection de 2006 du 4e district congressionnel du Kansas |
| -------------------------------------------------------- | -------------------------------------------------------- | -------------------------------------------------------- | -------------------------------------------------------- | -------------------------------------------------------- |
| Parti                                                    | Parti                                                    | Candidat                                                 | Votes                                                    | %                                                        |
|                                                          | Républicain                                              | Todd Tiahrt (sortant)                                    | 113 676                                                  | 63,69                                                    |
|                                                          | Démocrate                                                | Garth J. McGinn                                          | 60 297                                                   | 33,78                                                    |
|                                                          | Réforme                                                  | Joy Holt                                                 | 4516                                                     | 2,53                                                     |
| Total des votes                                          | Total des votes                                          | Total des votes                                          | 178 489                                                  | 100%                                                     |
|                                                          | Les Républicains conservent                              |                                                          |                                                          |                                                          |

### 2008
| Élection de 2008 du 4e district congressionnel du Kansas | Élection de 2008 du 4e district congressionnel du Kansas | Élection de 2008 du 4e district congressionnel du Kansas | Élection de 2008 du 4e district congressionnel du Kansas | Élection de 2008 du 4e district congressionnel du Kansas |
| -------------------------------------------------------- | -------------------------------------------------------- | -------------------------------------------------------- | -------------------------------------------------------- | -------------------------------------------------------- |
| Parti                                                    | Parti                                                    | Candidat                                                 | Votes                                                    | %                                                        |
|                                                          | Républicain                                              | Todd Tiahrt (sortant)                                    | 177 617                                                  | 63,41                                                    |
|                                                          | Démocrate                                                | Donald Betts, Jr.                                        | 90 706                                                   | 32,38                                                    |
|                                                          | Réforme                                                  | Susan Ducey                                              | 6441                                                     | 2,30                                                     |
|                                                          | Libertarien                                              | Steven Rosile                                            | 5345                                                     | 1,91                                                     |
| Total des votes                                          | Total des votes                                          | Total des votes                                          | 280 109                                                  | 100%                                                     |
|                                                          | Les Républicains conservent                              |                                                          |                                                          |                                                          |

### 2010
| Élection de 2010 du 4e district congressionnel du Kansas | Élection de 2010 du 4e district congressionnel du Kansas | Élection de 2010 du 4e district congressionnel du Kansas | Élection de 2010 du 4e district congressionnel du Kansas | Élection de 2010 du 4e district congressionnel du Kansas |
| -------------------------------------------------------- | -------------------------------------------------------- | -------------------------------------------------------- | -------------------------------------------------------- | -------------------------------------------------------- |
| Parti                                                    | Parti                                                    | Candidat                                                 | Votes                                                    | %                                                        |
|                                                          | Républicain                                              | Mike Pompeo                                              | 119 575                                                  | 58,79                                                    |
|                                                          | Démocrate                                                | Ray Goyle                                                | 74 143                                                   | 36,46                                                    |
|                                                          | Réforme                                                  | Susan Ducey                                              | 5041                                                     | 2,48                                                     |
|                                                          | Libertarien                                              | Shawn S. Smith                                           | 4624                                                     | 2,94                                                     |
| Total des votes                                          | Total des votes                                          | Total des votes                                          | 203 383                                                  | 100%                                                     |
|                                                          | Les Républicains conservent                              |                                                          |                                                          |                                                          |

### 2012
| Élection de 2012 du 4e district congressionnel du Kansas | Élection de 2012 du 4e district congressionnel du Kansas | Élection de 2012 du 4e district congressionnel du Kansas | Élection de 2012 du 4e district congressionnel du Kansas | Élection de 2012 du 4e district congressionnel du Kansas |
| -------------------------------------------------------- | -------------------------------------------------------- | -------------------------------------------------------- | -------------------------------------------------------- | -------------------------------------------------------- |
| Parti                                                    | Parti                                                    | Candidat                                                 | Votes                                                    | %                                                        |
|                                                          | Républicain                                              | Mike Pompeo (sortant)                                    | 161 094                                                  | 62,2                                                     |
|                                                          | Démocrate                                                | Robert Leo Tillman                                       | 81 770                                                   | 31,6                                                     |
|                                                          | Libertarien                                              | Thomas Jefferson                                         | 16 058                                                   | 6,2                                                      |
| Total des votes                                          | Total des votes                                          | Total des votes                                          | 258 922                                                  | 100%                                                     |
|                                                          | Les Républicains conservent                              |                                                          |                                                          |                                                          |

### 2014
| Élection de 2014 du 4e district congressionnel du Kansas | Élection de 2014 du 4e district congressionnel du Kansas | Élection de 2014 du 4e district congressionnel du Kansas | Élection de 2014 du 4e district congressionnel du Kansas | Élection de 2014 du 4e district congressionnel du Kansas |
| -------------------------------------------------------- | -------------------------------------------------------- | -------------------------------------------------------- | -------------------------------------------------------- | -------------------------------------------------------- |
| Parti                                                    | Parti                                                    | Candidat                                                 | Votes                                                    | %                                                        |
|                                                          | Républicain                                              | Mike Pompeo (sortant)                                    | 138 757                                                  | 66,66                                                    |
|                                                          | Démocrate                                                | Perry Schuckman                                          | 69 396                                                   | 33,34                                                    |
| Total des votes                                          | Total des votes                                          | Total des votes                                          | 208 153                                                  | 100%                                                     |
|                                                          | Les Républicains conservent                              |                                                          |                                                          |                                                          |

### 2016
| Élection de 2016 du 4e district congressionnel du Kansas | Élection de 2016 du 4e district congressionnel du Kansas | Élection de 2016 du 4e district congressionnel du Kansas | Élection de 2016 du 4e district congressionnel du Kansas | Élection de 2016 du 4e district congressionnel du Kansas |
| -------------------------------------------------------- | -------------------------------------------------------- | -------------------------------------------------------- | -------------------------------------------------------- | -------------------------------------------------------- |
| Parti                                                    | Parti                                                    | Candidat                                                 | Votes                                                    | %                                                        |
|                                                          | Républicain                                              | Mike Pompeo (sortant)                                    | 166 998                                                  | 60,7                                                     |
|                                                          | Démocrate                                                | Daniel Giroux                                            | 81 495                                                   | 29,6                                                     |
|                                                          | Indépendant                                              | Miranda Allen                                            | 19 021                                                   | 6,9                                                      |
|                                                          | Libertarien                                              | Gordon Bakken                                            | 7737                                                     | 2,8                                                      |
| Total des votes                                          | Total des votes                                          | Total des votes                                          | 275 251                                                  | 100%                                                     |
|                                                          | Les Républicains conservent                              |                                                          |                                                          |                                                          |

### 2017 (Spéciale)
| Élection Spéciale de 2017 du 4e district congressionnel du Kansas | Élection Spéciale de 2017 du 4e district congressionnel du Kansas | Élection Spéciale de 2017 du 4e district congressionnel du Kansas | Élection Spéciale de 2017 du 4e district congressionnel du Kansas | Élection Spéciale de 2017 du 4e district congressionnel du Kansas |
| ----------------------------------------------------------------- | ----------------------------------------------------------------- | ----------------------------------------------------------------- | ----------------------------------------------------------------- | ----------------------------------------------------------------- |
| Parti                                                             | Parti                                                             | Candidat                                                          | Votes                                                             | %                                                                 |
|                                                                   | Républicain                                                       | Ron Estes                                                         | 63 505                                                            | 52,5                                                              |
|                                                                   | Démocrate                                                         | James Thompson                                                    | 55 310                                                            | 45,7                                                              |
|                                                                   | Libertarien                                                       | Chris Rockhold                                                    | 2082                                                              | 1,7                                                               |
| Total des votes                                                   | Total des votes                                                   | Total des votes                                                   | 120 897                                                           | 100%                                                              |
|                                                                   | Les Républicains conservent                                       |                                                                   |                                                                   |                                                                   |

### 2018
| Élection de 2018 du 4e district congressionnel du Kansas | Élection de 2018 du 4e district congressionnel du Kansas | Élection de 2018 du 4e district congressionnel du Kansas | Élection de 2018 du 4e district congressionnel du Kansas | Élection de 2018 du 4e district congressionnel du Kansas |
| -------------------------------------------------------- | -------------------------------------------------------- | -------------------------------------------------------- | -------------------------------------------------------- | -------------------------------------------------------- |
| Parti                                                    | Parti                                                    | Candidat                                                 | Votes                                                    | %                                                        |
|                                                          | Républicain                                              | Ron Estes (sortant)                                      | 144 248                                                  | 59,4                                                     |
|                                                          | Démocrate                                                | James Thompson                                           | 98 445                                                   | 40,6                                                     |
| Total des votes                                          | Total des votes                                          | Total des votes                                          | 242 693                                                  | 100%                                                     |
|                                                          | Les Républicains conservent                              |                                                          |                                                          |                                                          |

### 2020
| Élection de 2020 du 4e district congressionnel du Kansas | Élection de 2020 du 4e district congressionnel du Kansas | Élection de 2020 du 4e district congressionnel du Kansas | Élection de 2020 du 4e district congressionnel du Kansas | Élection de 2020 du 4e district congressionnel du Kansas |
| -------------------------------------------------------- | -------------------------------------------------------- | -------------------------------------------------------- | -------------------------------------------------------- | -------------------------------------------------------- |
| Parti                                                    | Parti                                                    | Candidat                                                 | Votes                                                    | %                                                        |
|                                                          | Républicain                                              | Ron Estes (sortant)                                      | 203 432                                                  | 63,7                                                     |
|                                                          | Démocrate                                                | Laura Lombard                                            | 116 166                                                  | 36,3                                                     |
| Total des votes                                          | Total des votes                                          | Total des votes                                          | 319 598                                                  | 100%                                                     |
|                                                          | Les Républicains conservent                              |                                                          |                                                          |                                                          |

### 2022
| Primaire Républicaine de 2022 du 4e district congressionnel du Kansas | Primaire Républicaine de 2022 du 4e district congressionnel du Kansas | Primaire Républicaine de 2022 du 4e district congressionnel du Kansas | Primaire Républicaine de 2022 du 4e district congressionnel du Kansas | Primaire Républicaine de 2022 du 4e district congressionnel du Kansas |
| --------------------------------------------------------------------- | --------------------------------------------------------------------- | --------------------------------------------------------------------- | --------------------------------------------------------------------- | --------------------------------------------------------------------- |
| Parti                                                                 | Parti                                                                 | Candidat                                                              | Votes                                                                 | %                                                                     |
|                                                                       | Républicain                                                           | Ron Estes (sortant)                                                   | 102 915                                                               | 100%                                                                  |

| Primaire Démocrate de 2022 du 4e district congressionnel du Kansas | Primaire Démocrate de 2022 du 4e district congressionnel du Kansas | Primaire Démocrate de 2022 du 4e district congressionnel du Kansas | Primaire Démocrate de 2022 du 4e district congressionnel du Kansas | Primaire Démocrate de 2022 du 4e district congressionnel du Kansas |
| ------------------------------------------------------------------ | ------------------------------------------------------------------ | ------------------------------------------------------------------ | ------------------------------------------------------------------ | ------------------------------------------------------------------ |
| Parti                                                              | Parti                                                              | Candidat                                                           | Votes                                                              | %                                                                  |
|                                                                    | Démocrate                                                          | Bob Hernandez                                                      | 42 222                                                             | 100%                                                               |

| Élection de 2022 du 4e district congressionnel du Kansas | Élection de 2022 du 4e district congressionnel du Kansas | Élection de 2022 du 4e district congressionnel du Kansas | Élection de 2022 du 4e district congressionnel du Kansas | Élection de 2022 du 4e district congressionnel du Kansas |
| -------------------------------------------------------- | -------------------------------------------------------- | -------------------------------------------------------- | -------------------------------------------------------- | -------------------------------------------------------- |
| Parti                                                    | Parti                                                    | Candidat                                                 | Votes                                                    | %                                                        |
|                                                          | Républicain                                              | Ron Estes (sortant)                                      | 144 889                                                  | 63,3                                                     |
|                                                          | Démocrate                                                | Bob Hernandez                                            | 83 851                                                   | 36,7                                                     |
| Total des votes                                          | Total des votes                                          | Total des votes                                          | 228 740                                                  | 100%                                                     |
|                                                          | Les Républicains conservent                              |                                                          |                                                          |                                                          |

### 2024
| Primaire Républicaine de 2024 du 4e district congressionnel du Kansas | Primaire Républicaine de 2024 du 4e district congressionnel du Kansas | Primaire Républicaine de 2024 du 4e district congressionnel du Kansas | Primaire Républicaine de 2024 du 4e district congressionnel du Kansas | Primaire Républicaine de 2024 du 4e district congressionnel du Kansas |
| --------------------------------------------------------------------- | --------------------------------------------------------------------- | --------------------------------------------------------------------- | --------------------------------------------------------------------- | --------------------------------------------------------------------- |
| Parti                                                                 | Parti                                                                 | Candidat                                                              | Votes                                                                 | %                                                                     |
|                                                                       | Républicain                                                           | Ron Estes (sortant)                                                   | 40 100                                                                | 100%                                                                  |

| Primaire Démocrate de 2024 du 4e district congressionnel du Kansas | Primaire Démocrate de 2024 du 4e district congressionnel du Kansas | Primaire Démocrate de 2024 du 4e district congressionnel du Kansas | Primaire Démocrate de 2024 du 4e district congressionnel du Kansas | Primaire Démocrate de 2024 du 4e district congressionnel du Kansas |
| ------------------------------------------------------------------ | ------------------------------------------------------------------ | ------------------------------------------------------------------ | ------------------------------------------------------------------ | ------------------------------------------------------------------ |
| Parti                                                              | Parti                                                              | Candidat                                                           | Votes                                                              | %                                                                  |
|                                                                    | Démocrate                                                          | Esau Freeman                                                       | 10 641                                                             | 100%                                                               |

| Élection de 2024 du 4e district congressionnel du Kansas | Élection de 2024 du 4e district congressionnel du Kansas | Élection de 2024 du 4e district congressionnel du Kansas | Élection de 2024 du 4e district congressionnel du Kansas | Élection de 2024 du 4e district congressionnel du Kansas |
| -------------------------------------------------------- | -------------------------------------------------------- | -------------------------------------------------------- | -------------------------------------------------------- | -------------------------------------------------------- |
| Parti                                                    | Parti                                                    | Candidat                                                 | Votes                                                    | %                                                        |
|                                                          | Républicain                                              | Ron Estes (sortant)                                      | 198 465                                                  | 65,0                                                     |
|                                                          | Démocrate                                                | Esau Freeman                                             | 106 632                                                  | 35,0                                                     |
| Total des votes                                          | Total des votes                                          | Total des votes                                          | 305 097                                                  | 100%                                                     |
|                                                          | Les Républicains conservent                              |                                                          |                                                          |                                                          |

## Frontières historique du district
En 2012, dans un geste inhabituel, les tribunaux fédéraux sont intervenus dans le redécoupage décennal du Kansas (requis par la loi pour ajuster les limites des districts législatifs du Congrès et des États tous les 10 ans, afin de refléter l'évolution de la répartition de la population, comme indiqué par le recensement décennal).
Critiquant vivement l'Assemblée législative pour la querelle insoluble entre les factions conservatrices et modérées de l'Assemblée législative du Kansas (normalement responsable du redécoupage), et reconnaissant les prochaines élections qui approchent rapidement, un panel fédéral de trois juges (le juge en chef de la Cour d'appel du 10e circuit et deux juges du tribunal de district américain de Kansas City) ont tracé eux-mêmes les limites de l'État du Kansas et du district du Congrès, sous des formes plutôt simples et directes qui ont produit des changements radicaux,.
Dans le processus, le 4e district congressionnel s'est déplacé vers l'ouest - toujours centré approximativement sur (et démographiquement dominé par) Wichita , l'ancienne limite est du district - le Comté de Montgomery et une partie du Comté de Greenwood - a été déplacée dans un autre district, tandis que le bord ouest du 4e district déplacé plus à l'ouest, pour inclure la totalité des comtés de Pratt, Stafford, Barber, Kiowa, Comanche et Edwards, ainsi qu'une section élancée du sud du comté de Pawnee. Dans le processus, le Quatrième a acquis une forme rectangulaire plus nette et a fortement réduit le nombre de comtés divisés entre le 4e district et un autre district,.
La carte présentée ici indique les limites antérieures.

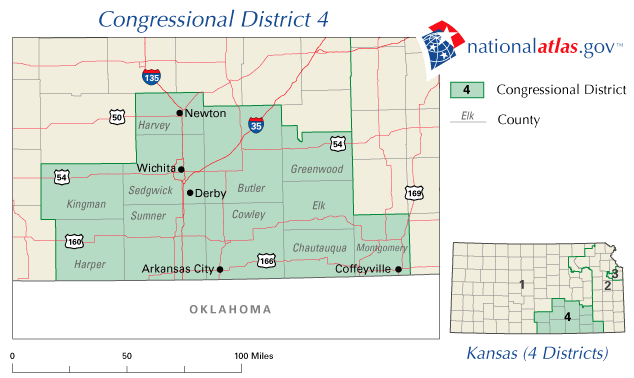
2003 - 2013

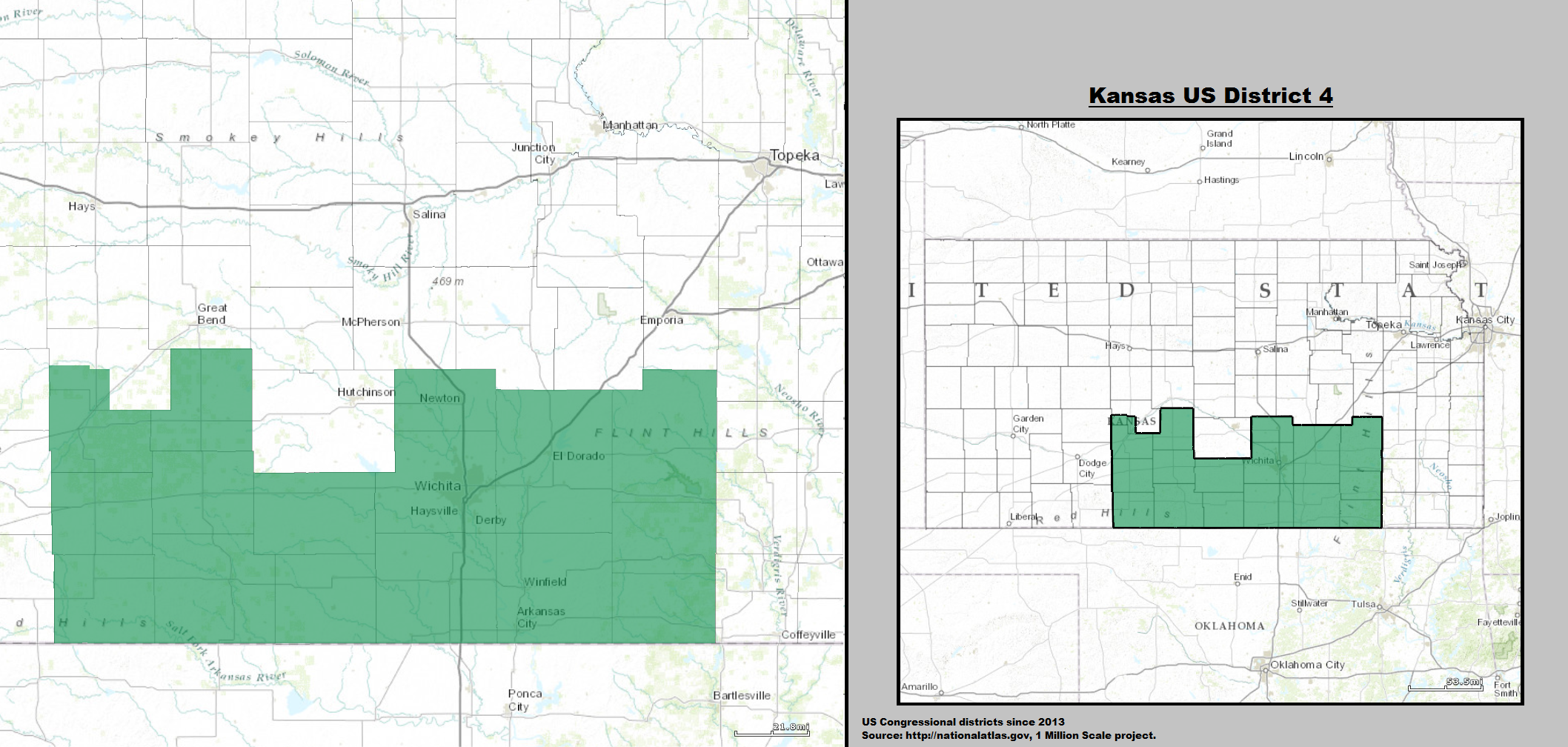
2013 - 2023